# منوشهر

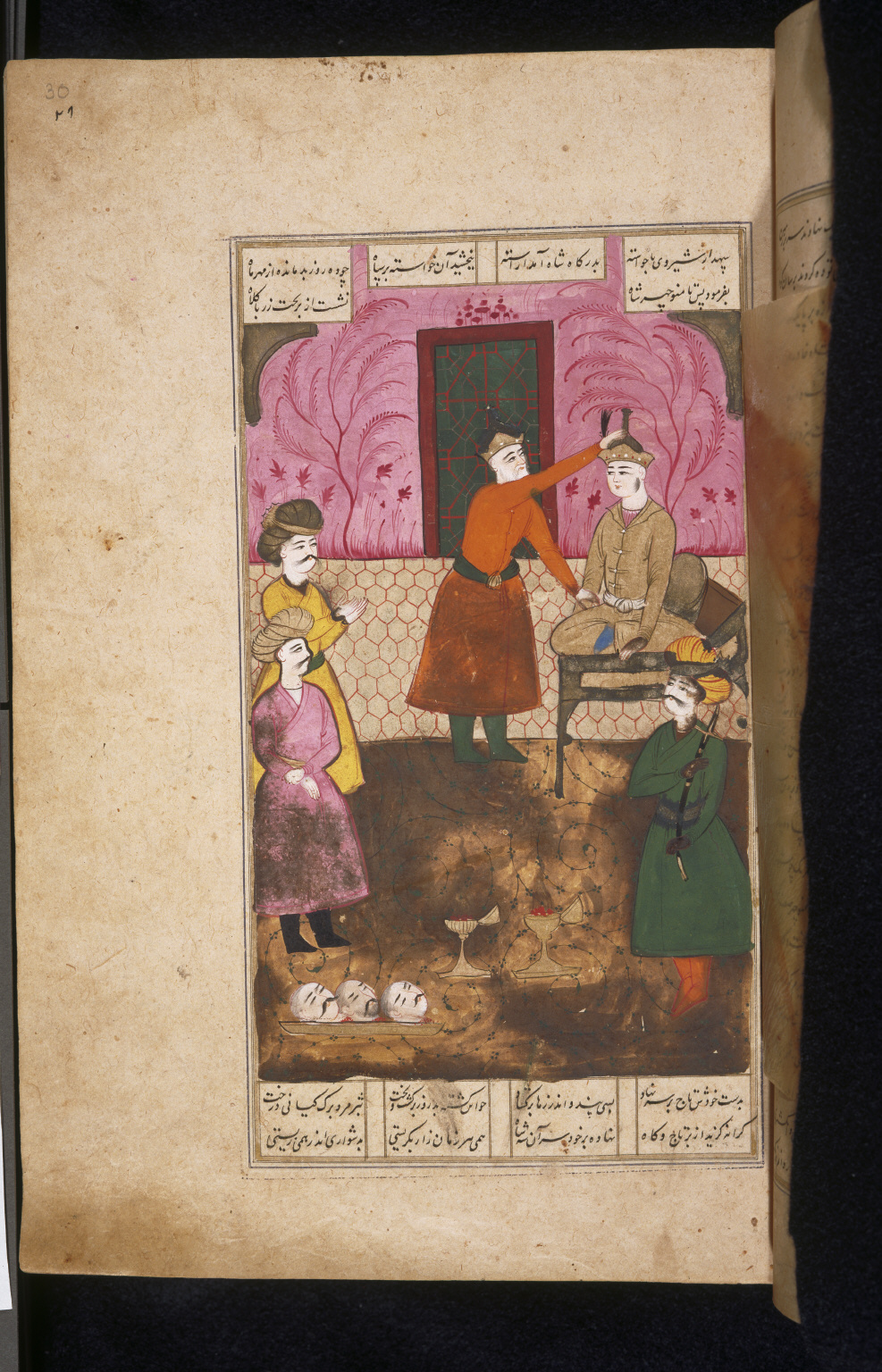
لما مات أفريدون استقر منوجهر على سرير الملك فتسارع الناس إلى طاعته، وأصفقوا على بيعته - الشاهنامه 11:84

منوجهر أو منوشهر أو مينوشهر (بالفارسية: منوچهر) يسمى في الأبستاق مَنوش كيتَهر، ويسمى كذلك مانوش كيَهر ومِنوكِهر، وقد ذكر اسمه في الكتب العربية مَنوشجيهر. 

## اسمه ونسبه
معنى منوشهر سليل مانو ومانو أخو يما. وفي الكتب المتأخرة أن مانوش اسم الجبل الذي فرّت اليه أم منوشهر وهي حامل به فوضعته هناك، وأنه لهذا سمى مانوشجهر ثم حرّف إلى منوجهر. ويقال انه سمى منوشهر لجماله ومينو هي الجنة و«جهر» الوجه كما في الفارسية الحديثة. ويقول الثعالبى في الغرر إن أفريدون قال حين رآه:«منوشهر» أي يشبه صورتى.و الفردوسى يقول إن أفريدون حين رأى حفيده«مناشهر» أي«ذا وجه متهلل سماء» منوشهر ولم يبين الفردوسى معناه. ويلقب«المصطفى» كما في الآثار الباقية.
و هو في الشاهنامه  ابن بنت إيرج بن أفريدون وأبوه بشنك ابن أخى فريدون. وبعض الكتب العربية والفارسية تجعل بينه وبين إيرج عشرة بطون أو تسعة. ولا نعدم من ينسبه إلى إسحاق بن إبراهيم يجعله ابن حفيده. ونسبة الفرس إلى إسحاق معروفة في الكتب العربية. ويروى لجرير وغيره فيها شعر. وكذلك يروى أن منوشهر كان في زمن موسى عليه‌السلام وأن خضر من أولاده.

## في الشاهنامة والأساطير
عهد منوچهر في الشاهنامه ألفان وثلاثون بيتا فيها عشرون قسماً. ومن مآثر منوشهر غرس البساتين وتسويرها وحفر الخنادق، وصنع آلات الحرب، وحفر نهر الفرات وروافده، وتجديد عمارة مدينة الرى، وسن نظام الدهقانية. وكان سام بن نريمان حاكم السجستان في عهد منوشهر وولد في عهده زال ورستم. وكان منوشهر يحكم في إيران 120 سنة حسب الشاهنامة وكان ابنه نوذر ملكاً من بعده.

## الحرب بين منوشهر وأفراسياب
و من الحادثات العظيمة التي تغفلها الشاهنامه، وترويها كتب أخرى في هذا الموضع أو في غيره الحرب بين منوشهر وأفراسياب ملك طوران واصطلاحهما على جعل نهر جيحون حدّا بين مملكتيهما.
على رواية الآثار الباقية: أن أفراسياب هزم منوچهر وحاصره في طبرستان ثم اصطلاح على أن يكون الحدّ بين المملكتين غلوة سهم يرمى من طبرستان إلى الشرق. فجاء ملَك اسمه اسفندارمذ وأمر باتخاذ قوس ونشابة على مقدار مثله. ثم أحضر أرشأو آراش ليرمى السهم. فأشهد أرش الناس أنه بريء من العلل، وأخبرهم أن جسمه سيتمزع لشدّة الرمية. ثم رمى فاختطفت الريح النشابة من جبل الرويان في طبرستان إلى أقصى خراسان. ووقع السهم على نهر بلخ وأصاب شجرة جوز كبيرة لم يكن لها نظير. ويقال أن السهم سار ألف فرسخ. وفي روايات أخرى أن السهم طار من الفجر إلى الظهر أو إلى المغرب وسقط عند مرو. وقيل على نهر جيحون. وقد بقيت ذكرى هذه الرمية في عيد روزتير(يوم السهم) في الثالث عشر من شهرماه. وهي إحدى الرميات التي يفخر بها الفرس.